# 鐐姫

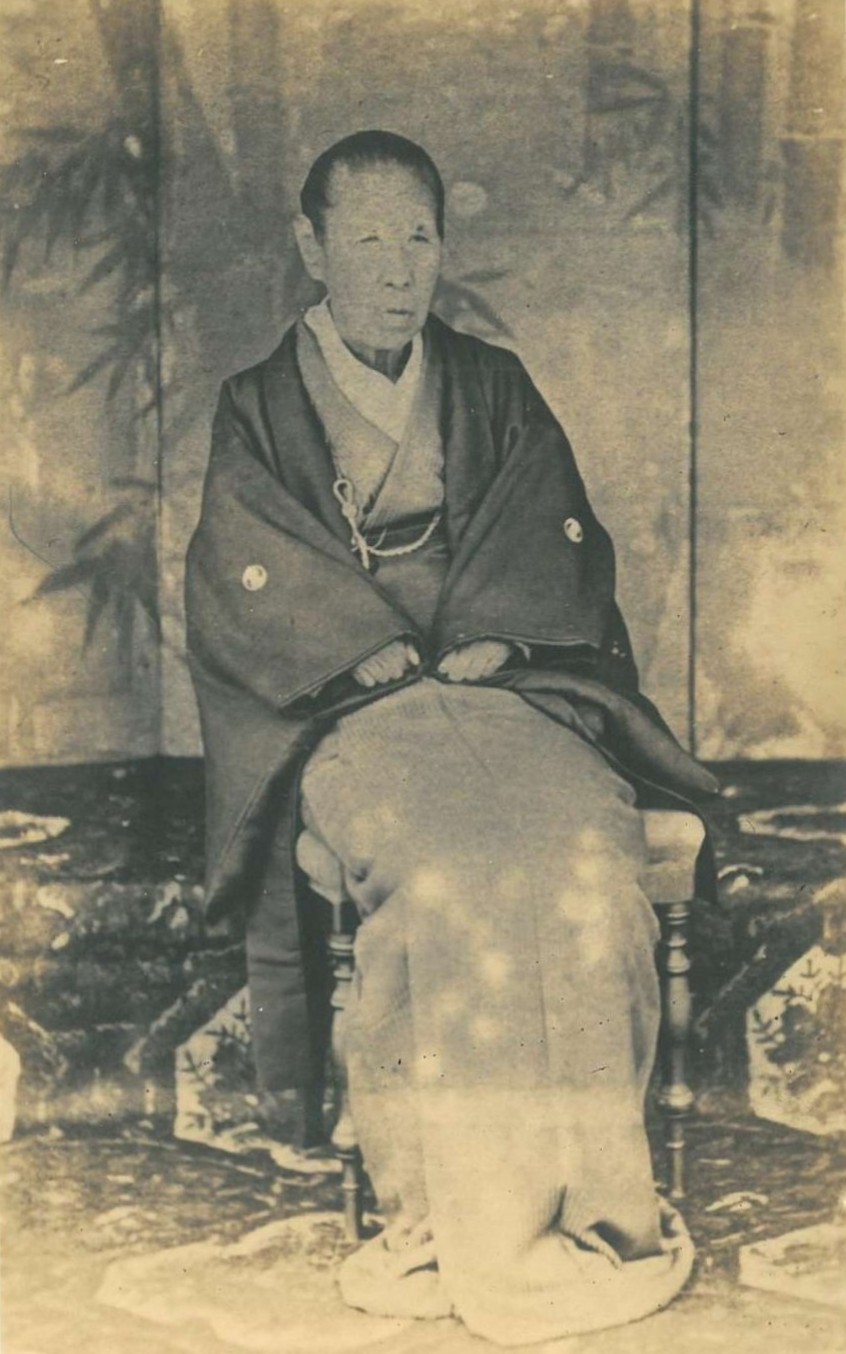
鐐姫肖像写真

鐐姫（りょうひめ、1808年7月28日（文化5年閏6月6日） - 1890年（明治23年）12月31日）は、鶴岡藩主酒井忠発の正室。田安徳川家当主徳川斉匡の八女。母は側室の八木氏。異母弟に松平春嶽がいる。
文化10年（1813年）、鶴岡藩世子・小五郎（忠発）と縁組。文政12年（1829年）6月23日、22歳で婚儀を挙げた。文久3年（1863年）3月、世子忠恕の未亡人・瑛昌院（山内豊煕の二女）を伴って鶴岡に下り、御用屋敷新御殿に移居した。
83歳で死去し、鶴岡市中新町の酒井家墓所に葬られた。